# Cinéma japonais

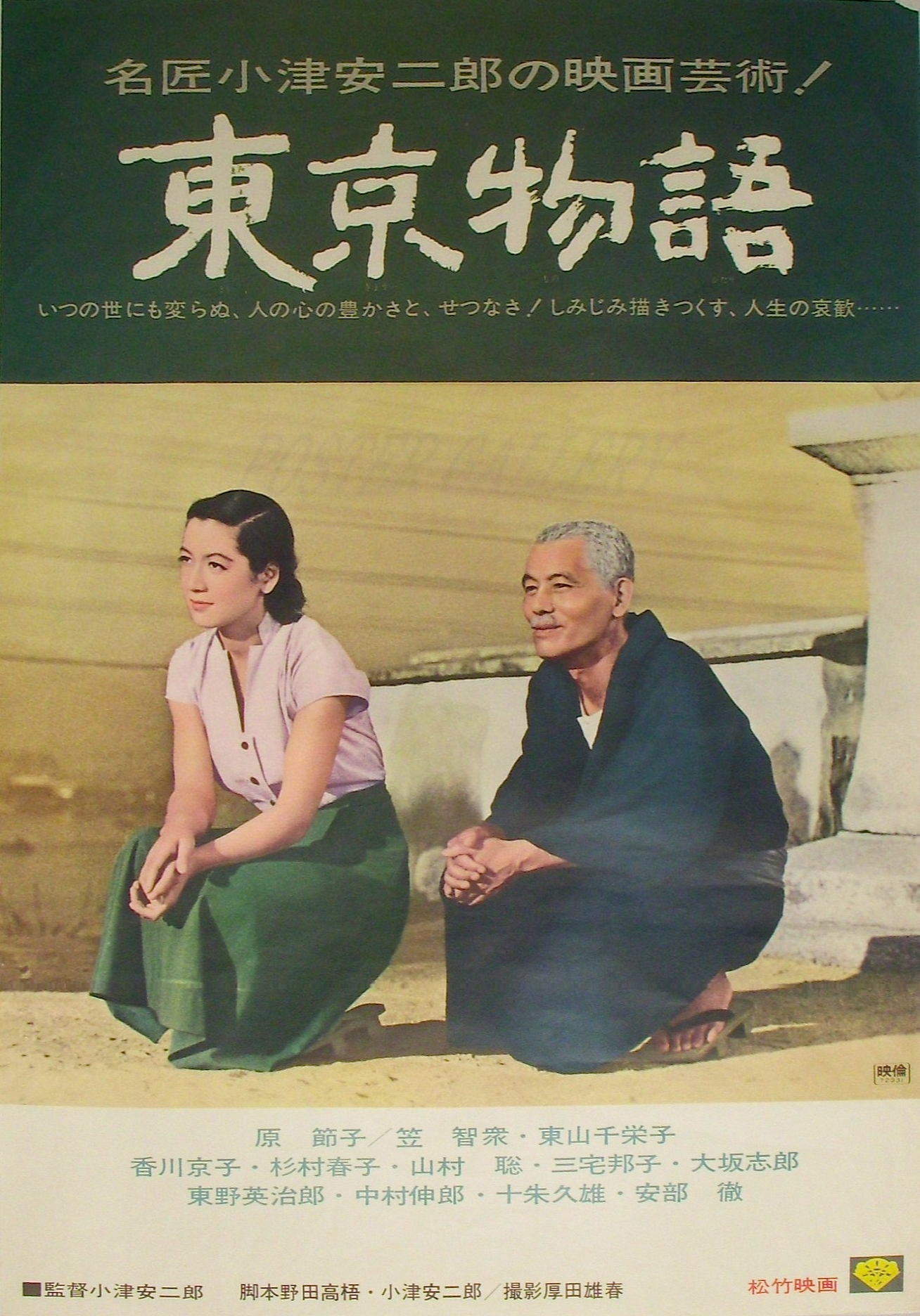
Affiche du film Voyage à Tokyo de Yasujirō Ozu.

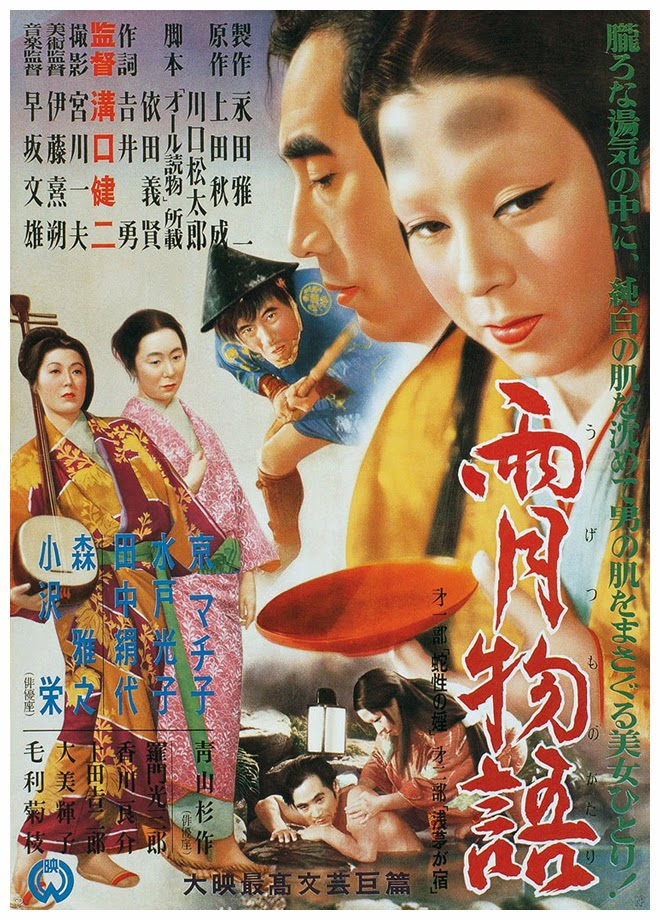
Affiche du film Les Contes de la lune vague après la pluie de Kenji Mizoguchi.

Le cinéma japonais (日本映画, Nihon eiga), également connu sous le nom de hōga (邦画, « cinéma national »), a une histoire qui date des débuts du cinéma. Le Japon possède l'une des industries cinématographiques les plus anciennes et les plus importantes au monde (en 2021, il est quatrième en nombre de longs métrages produits). En 2011, le Japon a produit 411 longs métrages qui ont rapporté 54,9 % d'un total de 2,338 milliards $ au box-office.
Au cours des années 1950 a lieu une période surnommée l'« âge d'or du cinéma japonais ». Les films jidai-geki d'Akira Kurosawa ainsi que les tokusatsu d'Ishirō Honda et Eiji Tsuburaya connaissent un succès mondial et rendent ces réalisateurs universellement reconnus et très influents. Certains des films japonais de cette période sont désormais classés parmi les meilleurs films jamais réalisés : Voyage à Tokyo (1953) est classé troisième dans la liste de Sight & Sound des 100 plus grands films de tous les temps et est également en tête du classement de 2012 après sondage de réalisateurs, détrônant Citizen Kane,, tandis que Les Sept Samouraïs (1954) d'Akira Kurosawa est élu meilleur film en langue étrangère de tous les temps dans le sondage de 2018 de la BBC auprès de 209 critiques de 43 pays. Le Japon a également remporté cinq fois l'Oscar du meilleur film en langue étrangère,, plus que tout autre pays asiatique.
Les quatre grands studios de cinéma japonais sont la Tōhō, la Toei, la Shōchiku et la Kadokawa (en), qui sont les seuls membres de l'Association des producteurs cinématographiques du Japon (MPPAJ). Les prix de l'académie japonaise, qui se tiennent chaque année, organisés par l'association Nippon Academy-shō, sont considérés comme l'équivalent japonais des Césars et des Oscars du cinéma.

## Histoire du cinéma japonais

### Les débuts
Les premiers films, ceux de Thomas Edison qui adopte le mot anglais film pour désigner les bobineaux enregistrés avec la première caméra de cinéma, le Kinétographe, par son assistant William Kennedy Laurie Dickson, sont connus des Japonais dès novembre 1896 car ils sont présentés à Kobe à l'aide des kinétoscopes, les appareils de visionnement individuel mis au point par Dickson d'après les croquis de l'industriel américain.
Puis ce sont deux opérateurs des frères Lumière, Gabriel Veyre et François-Constant Girel, qui organisent des projections sur grand écran à Osaka en 1897 à l'aide d'un cinématographe. Une présentation du vitascope qu'Edison aligne contre ses concurrents français est faite à Osaka puis à Tokyo, mais la première caméra importée au Japon par Shirō Asano porte la marque Lumière.
C'est Shibata Tsunekichi qui commence à tourner les premiers films : il s'agit de scènes de rues et de geishas.

### Le cinéma japonais sous l'empire
Le cinéma japonais comme forme d'expression artistique commence son histoire en 1899 avec le tournage de Momijigari, tiré d'une pièce de kabuki. Lors de ses deux premières décennies, le nouvel art se conçoit comme une extension d'expressions artistiques nationales préexistantes. Le film sert à compléter une œuvre ou à lui fournir une nouvelle dimension en adaptant à l'écran un contenu conçu pour la scène. Les conteurs de spectacles de marionnettes, les gidayū-bushi, servent de commentateurs de films muets, ou benshi. Dans les premières productions cinématographiques de la période, sont adaptés des genres théâtraux relevant du kabuki — comme le shinpa (mélodrames) ou le shingeki (« nouveau drame »). Divers récits classiques constituent eux aussi une importante source d'inspiration — comme l'histoire des 47 rōnin, portée 45 fois à l'écran entre 1907 et 1925, et plus encore les années suivantes. Ce nouveau média joue aussi un rôle non négligeable lors de la guerre russo-japonaise de 1904-1905, en informant les Japonais au travers de faux documentaires qui mêlent images originales du conflit et plans créés pour l'occasion.
Ce n'est que vers la fin des années 1910, alors qu'affluent de nombreux films étrangers, que le cinéma japonais commence à intégrer des techniques et des styles narratifs plus proches des modèles occidentaux de la même époque. La rupture est portée par de nouveaux studios de production comme Shōchiku et Taikatsu (créés en 1920), alors que des studios plus anciens comme Nikkatsu ou Tenkatsu font plus longtemps perdurer leurs liens stylistiques avec d'autres formes artistiques comme le kabuki. Le pays produit aussi ses premiers anime, style dont Noburō Ōfuji devient l'un des principaux représentants. Les benshi, commentateurs de films muets, perdurent tout au long des années 1920 et jusqu'au début des années 1930, et lors de cette période, connaissent même une phase de starification. Leur rôle tend cependant à s'effacer pendant la projection du film au profit des acteurs, et il périclite au milieu des années 1930, lors de l'arrivée des films parlants. Le Japon produit son premier film parlant en 1931, Madamu to nyōbō, mais ce n'est que dans la seconde moitié des années 1930 que cette technique s'impose réellement. L'industrie cinématographique connaît une forte croissance à partir de la fin des années 1920, grâce à ses succès d'audience. Entre 1928 et 1938, plus de 700 films sortent en salles chaque année, ce qui hisse le pays à la première place mondiale en matière de production cinématographique. En 1940, le pays compte une dizaine de grandes compagnies cinématographiques.
- Momijigari, premier film japonais, tourné en 1899.
- Katsudō Shashin, plus ancienne animation du Japon.
- Namakura Gatana, l'un des plus anciens anime produits dans le pays.
- Jiraiya le ninja, court métrage muet de 1921.
- Baguda-jō no tōzoku, l'un des premiers anime de Noburō Ōfuji, sorti en 1926.

Dès les années 1920, la production cinématographique commence à se polariser autour de deux genres majeurs, le jidai-geki (films traitant de récits historiques) et le gendaigeki (films traitant de récits contemporains). Le séisme du Kantō de 1923, qui frappe durement la région de Tokyo, pousse la plupart des studios à déménager dans l'ouest du pays et à s'établir à Kyōto, Ōsaka et Kōbe : c'est là que s'épanouit le style du jidai-geki. Le studio Shōchiku reste quant à lui à Tokyo, où il est le seul studio actif entre 1923 et 1934, et où il se distingue par la qualité de ses productions relevant du gendaigeki. Lors des années 1920 et 1930, une certaine spécialisation s'opère entre ces deux espaces. Un sous-genre du jidai-geki comme le chanbara (film se concentrant sur les combats au sabre) connaît un succès certain et contribue à la naissance des premières stars — comme Tsumasaburō Bandō, qui joue dans Orochi en 1925. Avec la sortie en 1936 de Naniwa erejii, le style du gendaigeki compte l'un de ses représentants d'avant-guerre les plus aboutis, alors que dans le même genre, Gosses de Tokyo d'Ozu, sorti en 1932, reste dans le registre du film muet. Orochi comme Naniwa erejii parviennent à véhiculer une critique politique et sociale de leur société, s'attirant à la fois l'attention du public et celle de la censure,.
Dans les années 1930, la montée du militarisme constitue une contrainte majeure pour la production cinématographique : une loi de 1939 impose des règles de censure plus drastiques, et en 1940, l'État impose la fusion de plusieurs studios, ce qui lui permet de mieux contrôler la production. Le genre du film de guerre se développe rapidement, avec des productions comme Les Cinq Éclaireurs (1938), Terre et Soldats (1939) ou L'Histoire du commandant de chars Nishizumi (1940). Dans chacun de ces films, la guerre est le plus souvent présentée comme une expérience anoblissante pour l'homme ou comme un moyen de purifier la société, et le scénario fait résonance aux valeurs japonaises du bushidō, prônées par le régime. Un tel message se retrouve aussi dans les jidai-geki produits au même moment, comme La Vengeance des 47 rōnin, qui partage le goût pour des décors opulents avec d'autres films du même style produits à la même époque. À l'occasion, les jidai-geki relaient également la propagande anti-alliés : Ahen senso (1943), avec la première guerre de l'opium pour toile de fond, véhicule ainsi un message anglophobe. Ciblant aussi le public des enfants, la propagande contribue à la production de plusieurs films anime. Entre 1933 et 1938, le personnage de Norakuro fait l'objet de quatre adaptations, et la technique d'animation effectuée sur Momotaro, le divin soldat de la mer, sorti en avril 1945, reste inégalée jusqu'à la fin des années 1950.

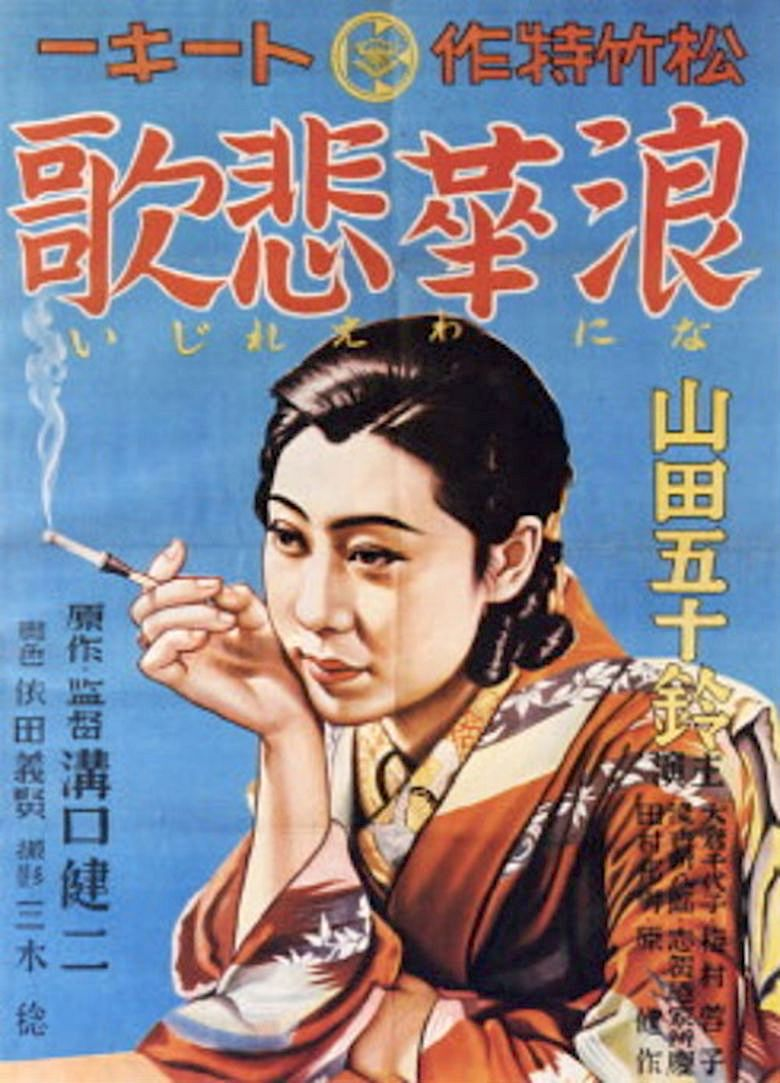
Affiche de Naniwa erejii.
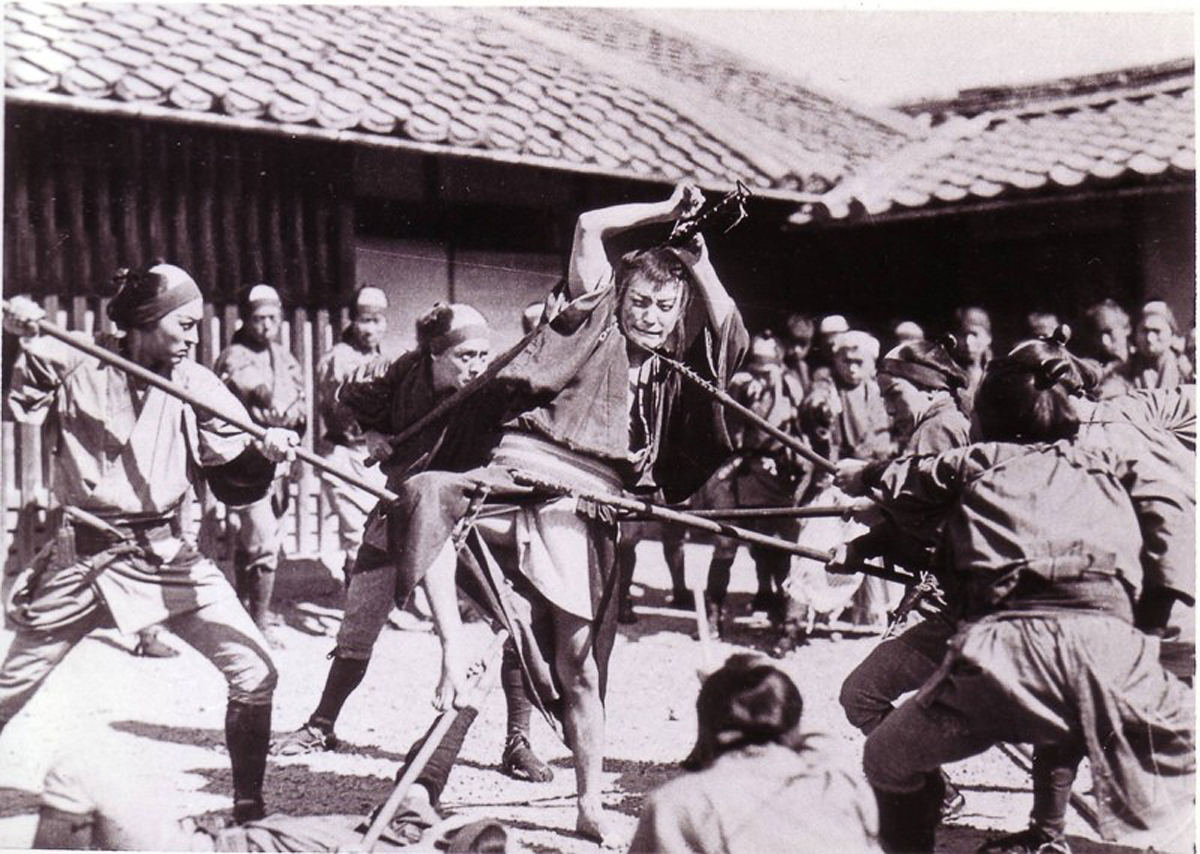
Orochi, un des premiers classiques du chanbara.
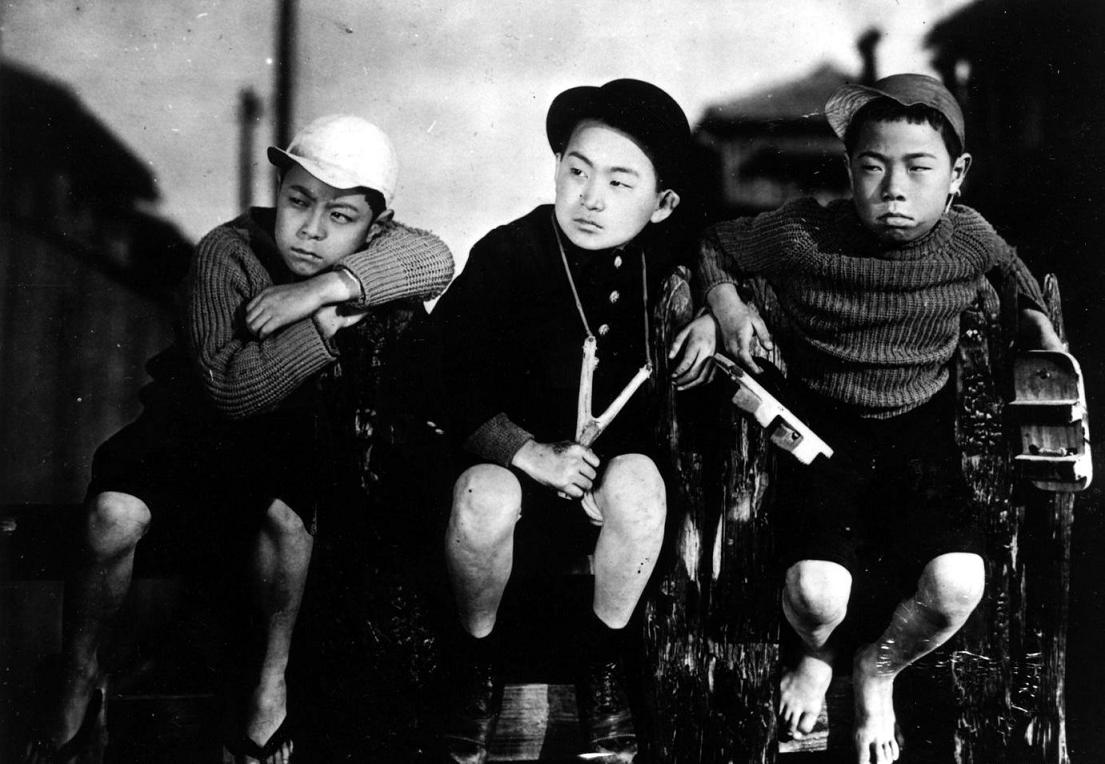
Gosses de Tokyo d'Ozu.
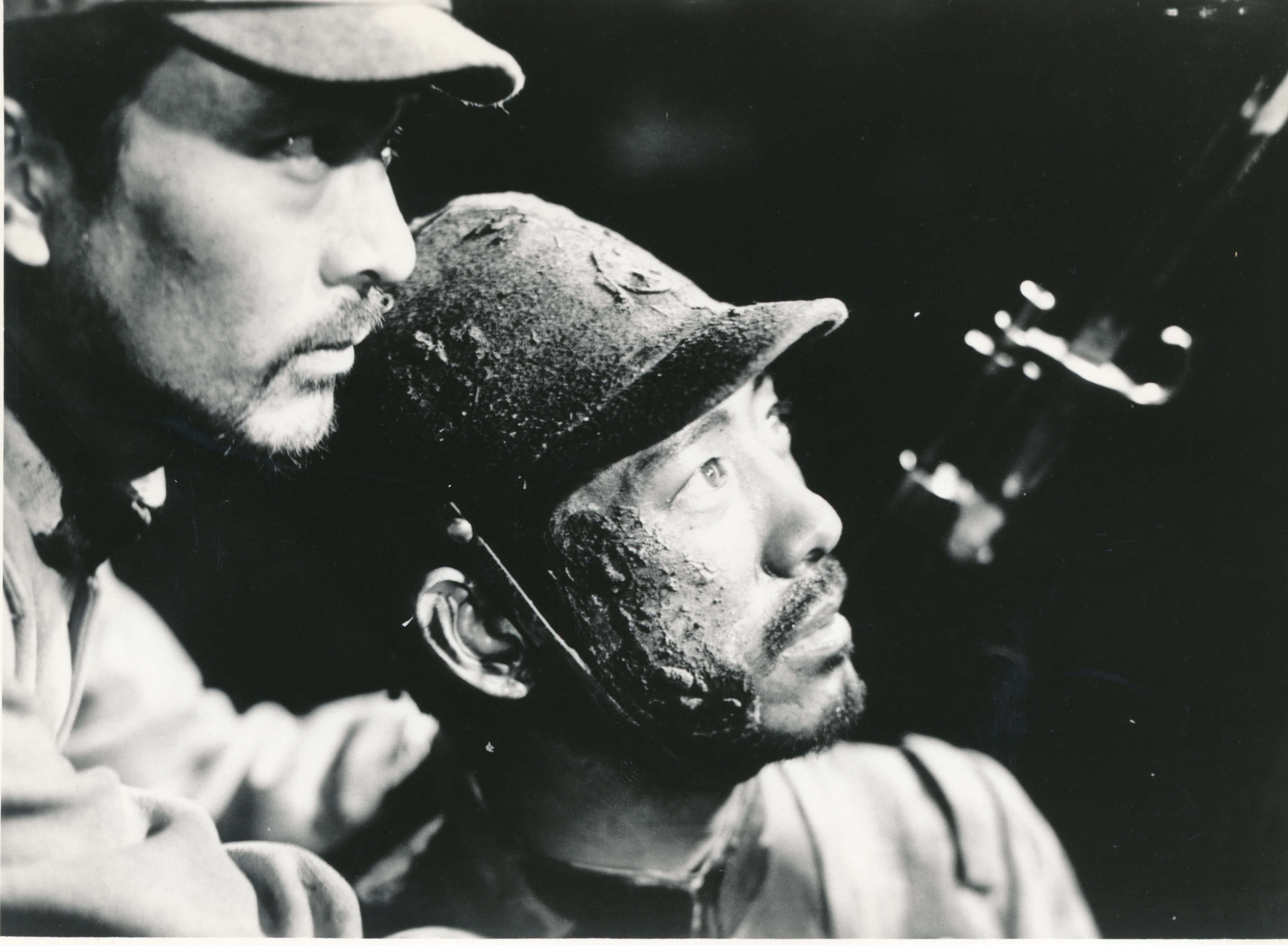
Les Cinq Éclaireurs, film de guerre produit en 1938.
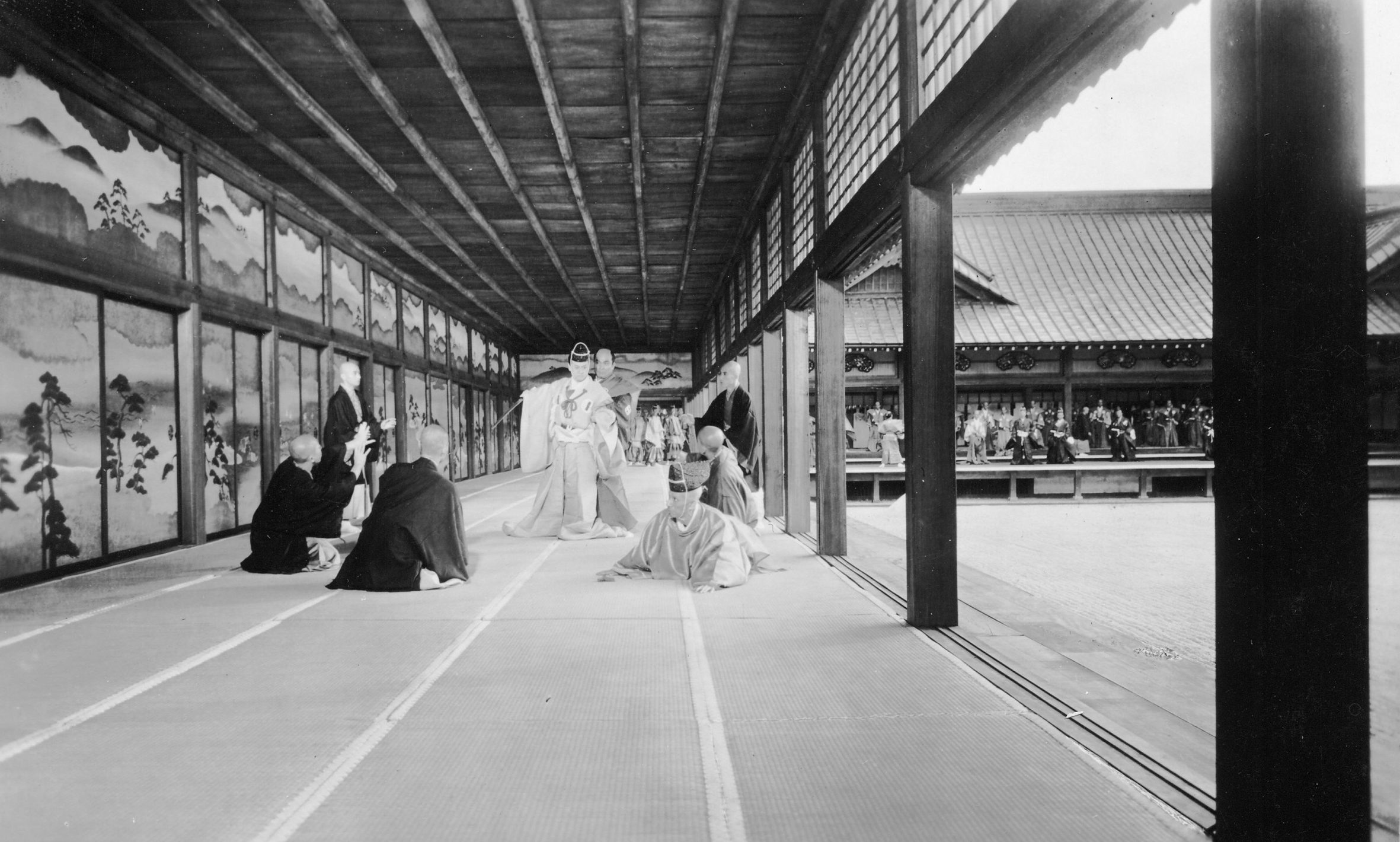
D'une durée de quatre heures trente, La Vengeance des 47 rōnin adopte des décors opulents.

### L'après-guerre

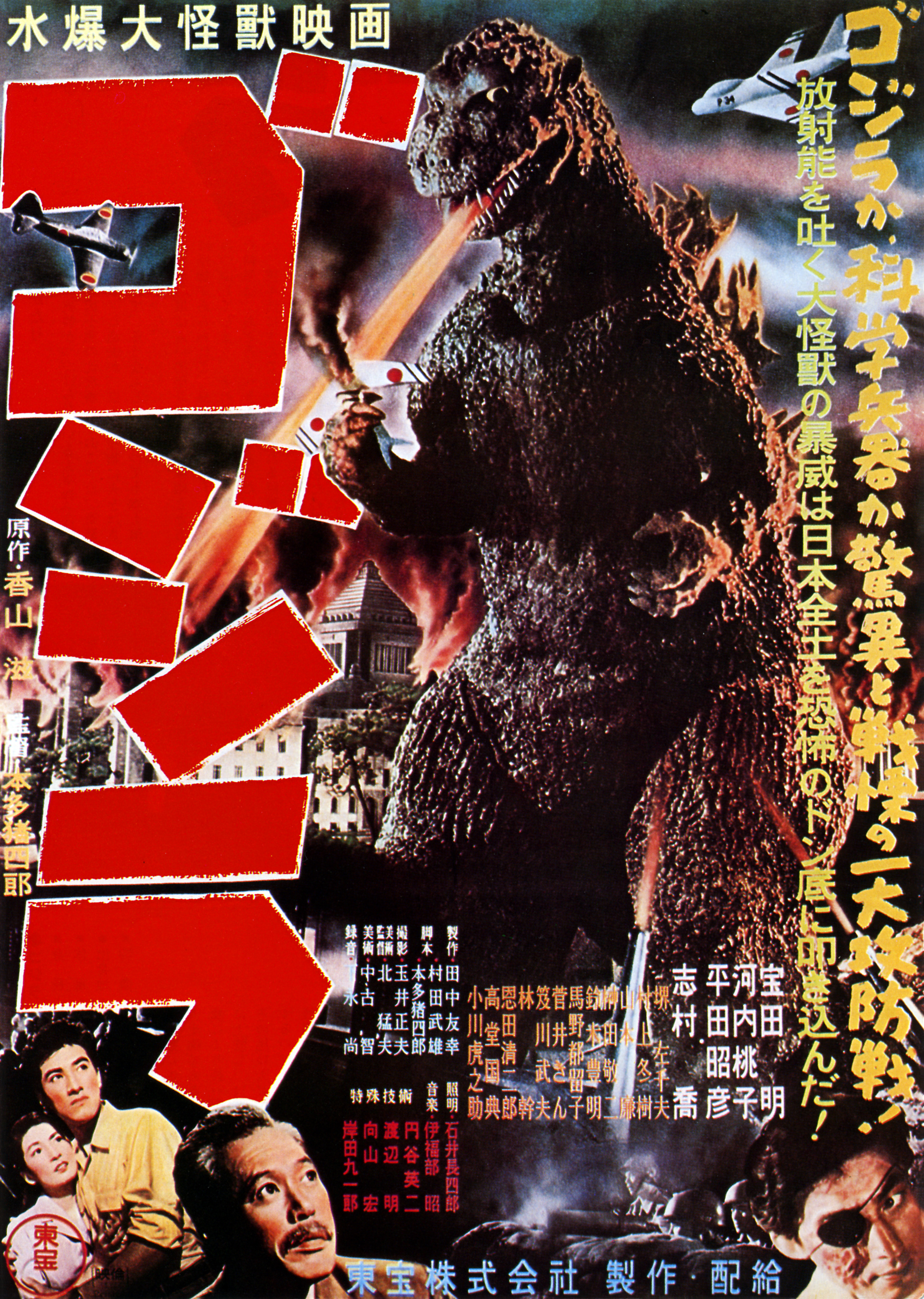
Affiche du film Godzilla (1954).

À la censure japonaise succède la censure imposée par les Américains. Akira Kurosawa fait ses débuts comme assistant de Kajirō Yamamoto durant la guerre. En 1946, sort Je ne regrette pas ma jeunesse, virulente critique du système qui vient de s'écrouler. La même année, Keisuke Kinoshita, qui a aussi débuté durant la guerre, réalise Le Matin de la famille Osone.
En 1951, Rashōmon de Kurosawa, avec la star Toshirō Mifune, reçoit le Lion d'or à Venise puis l'Oscar du meilleur film étranger. Cette récompense stimule l'ambition en berne des aînés. Les Contes de la lune vague après la pluie de Kenji Mizoguchi (1953) et Les Sept Samouraïs (1954) de Kurosawa sont récompensés par un Lion d'argent à la Mostra de Venise. Masaki Kobayashi reçoit le Prix du jury du Festival de Cannes pour Hara-kiri en 1962. C'est le deuxième âge d'or, dans lequel Mikio Naruse trouve sa place. Avec une grande économie d'effet, il se plaît à dépeindre une société japonaise en mutation, où transparaît son attention à la condition de la femme japonaise. Mal connu en Occident jusqu'aux années 1990, mais depuis longtemps considéré au Japon comme une figure majeure du cinéma national, Yasujirō Ozu réalise lui aussi, pendant cette période, ses plus grands chefs-d'œuvre, notamment Printemps tardif (1949), Été précoce (1951), Voyage à Tokyo (1953) et Fleurs d'équinoxe (1958).
Les studios tournent également de très nombreux films de genre. C'est le début des kaijū-eiga (films de monstres) avec Godzilla d'Ishirō Honda en 1954.
Durant l'après-guerre, la Nikkatsu qui s'était limitée à la distribution après 1941 distribue des films américains puis décide de produire de nouveau des films. De nouveaux studios Nikkatsu sont construits en 1954 dans la banlieue de Tokyo. La Nikkatsu lance la star Yūjirō Ishihara avec l'adaptation de deux romans de Shintarō Ishihara, un écrivain de la « génération du soleil » (taiyōzoku) : La Saison du soleil (Takumi Furukawa, 1956) et Passions juvéniles (Kō Nakahira, 1956). Le succès de ces films entraine l'adoption d'une ligne de production de films estampillés Nikkatsu Action, fictions dont le fonds de commerce repose sur la violence et la sexualité débridées de héros de type « jeunes rebelles », notamment dans les pinku eiga (films érotiques).

### La nouvelle vague
La nouvelle vague japonaise, contrairement à la Nouvelle Vague française, ne regroupait pas un groupe de cinéastes autour d'une revue ou d'un groupe, mais correspondait au Japon à un terme utilisé par les critiques pour évoquer des cinéastes « rebelles » de la Shōchiku : Nagisa Ōshima, Yoshishige Yoshida et Masahiro Shinoda et en référence à la Nouvelle Vague française. Les trois réalisateurs s'opposaient aux « maîtres » des studios tels que Keisuke Kinoshita et Yasujirō Ozu, accusés de réaliser un cinéma « bourgeois ». Dès son deuxième film, Contes cruels de la jeunesse (1960), qui aborde le renouvellement du traité de sécurité américano-japonais, Ōshima filme une histoire mêlant sexe et crime, des thèmes qui parcourront son œuvre. Le film est retiré de l'affiche après quatre jours et Ōshima quitte les studios pour fonder sa société indépendante. Dans le même temps d'autres réalisateurs qui ne sont pas passés par les studios se font connaître, comme Susumu Hani et Hiroshi Teshigahara, qui débutent en réalisant des documentaires. C'est aussi l'essor des productions indépendantes, produites grâce à un système de collaboration entre une petite société de distribution, l'Art Theatre Guild, et une société de production dirigée par le réalisateur. D'autres films sortent selon ce système comme La Pendaison de Nagisa Ōshima en 1968. Ce modèle de financement basé sur de petits budgets permet à de nombreux réalisateurs et à des idées nouvelles d'émerger, comme L'Île nue de Kaneto Shindō.
À la Nikkatsu, Shōhei Imamura tourne Désir inassouvi (Hateshinaki Yokubo) en 1958 ou La Femme insecte (1963), portrait d'une prostituée luttant pour son indépendance, qui sont caractéristiques de son regard d'« entomologiste » de la société japonaise.
Alors que la fréquentation totale des salles baisse à partir de 1959, apparaissent des petites sociétés spécialisées dans la production de films érotiques ou pinku-eiga qui attirent un large public. Tetsuji Takechi, critique influent et metteur en scène de théâtre traditionnel, décide de réaliser des pinku : Neige noire est saisi par la police et Tetsuji poursuivi pour violation des lois sur l'obscénité.
En 1968, Seijun Suzuki qui a passé sa carrière à tenter de produire des œuvres stylisées dans le cadre du studio Nikkatsu est mis à la porte à la suite de son film La Marque du tueur. La même année, deux documentaires marquent les esprits : Un été à Narita de Shinsuke Ogawa montre les manifestations de paysans et d'étudiants contre la construction du nouvel aéroport de Tokyo en pleine campagne ; La préhistoire des partisans de Noriaki Tsuchimoto suit le meneur de la rébellion étudiante à l'Université de Kyoto.
C'est à cette époque que Kōji Wakamatsu et Masao Adachi réalisent l'essentiel de leurs films, croisant les codes du pinku eiga, du film de yakuza et la critique sociale virulente.

### Les années 1970
En 1971, le premier film de Shūji Terayama Jetez vos livres et descendez dans la rue ! est produit selon le système de collaboration entre une société de distribution et le réalisateur. La même année le critique Eizu Ori écrit à propos de La Cérémonie de Nagisa Ōshima qu'il s'agit d'une synthèse prématurée de la démocratie d'après-guerre. L'époque est au pessimisme : Yukio Mishima s'est suicidé en 1970, en 1971 Masao Adachi part pour le Liban, en 1972 l'Armée rouge japonaise tourne ses armes contre 12 de ses propres membres, les survivants sont ensuite arrêtés à l'issue d'un siège qui bat tous les records d'audience à la télévision. Pour Nagisa Ōshima, c'est la fin du rôle des jeunes dans l'histoire moderne du Japon.
Les films de yakuza ont le vent en poupe : Kinji Fukasaku filme de jeunes délinquants qui enfreignent toutes les règles et par là se condamnent à une mort violente et prématurée comme dans Combat sans code d'honneur.
C'est aussi l'époque des premiers films de la série Otoko wa tsurai yo (C'est dur d'être un homme) de Yōji Yamada, saga populaire aux thèmes universels.
En 1972, la police saisit quatre films roman porno (pinku-eiga de la Nikkatsu) et neuf personnes sont inculpées. Le genre attire néanmoins des créateurs au sommet de leur art. C'est dans ce contexte qu'Oshima réalise en 1976, grâce à un producteur français, L'Empire des sens qui repousse les limites de l'expression de la sexualité au Japon. Les livres qui présentent le scénario et des photos du film sont saisis par les autorités japonaises, le film est censuré et n'est jamais sorti au Japon en version intégrale.

### Les années 1980

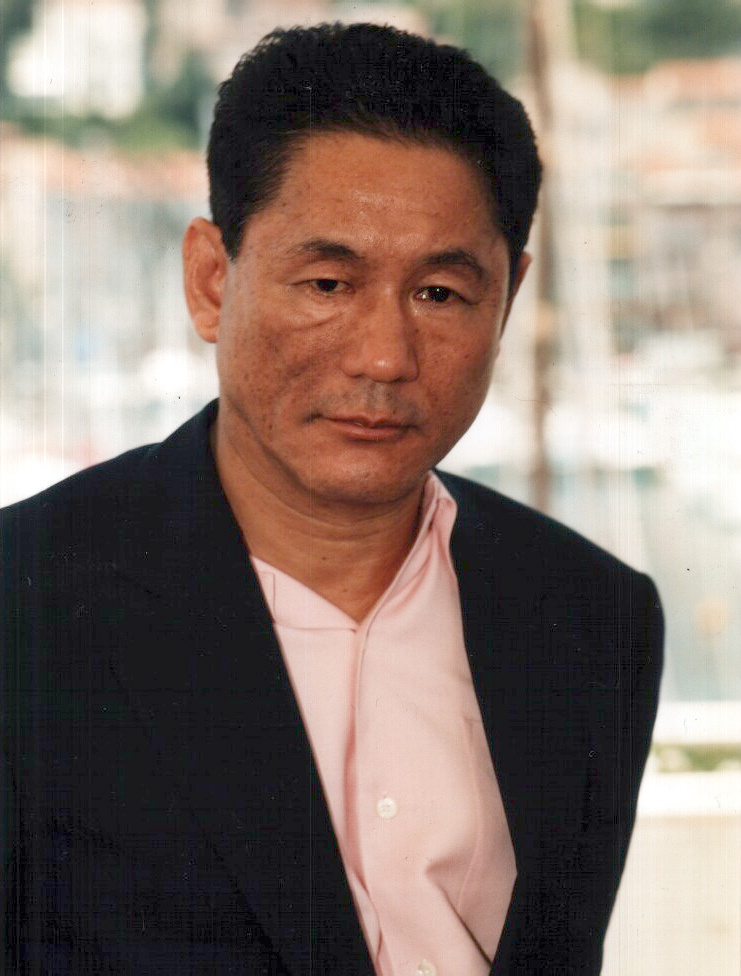
Takeshi Kitano

Les années 1980 et 1990 signent la mort du système des grands studios. L'industrie du cinéma se reforme autour de producteurs et de réalisateurs indépendants. Les cinéastes de l'après-guerre continuent de tourner avec des productions souvent non japonaises (Kurosawa en URSS, États-Unis, France ; Ōshima en France). La Ballade de Narayama de Shōhei Imamura gagne la Palme d'or en 1983. Les jidaigeki d'Akira Kurosawa Kagemusha, l'Ombre du guerrier (1980, produit par Hollywood) et Ran (1985, production franco-japonaise) remportent aussi de nombreux prix,. Shōhei Imamura gagne une nouvelle Palme d'or avec L'Anguille en 1997.
Tous les réalisateurs apparus après 1980 sont nés après la guerre et n'ont jamais travaillé pour les studios. Takeshi Kitano qui a commencé par des manzai (sketchs de cabaret) sous le nom de Beat Takeshi est engagé par Nagisa Ōshima pour son film Furyo (1983). En 1989, il remplace Kinji Fukasaku pour la réalisation de Violent Cop. Il remanie le scénario en créant son personnage de héros ambigu, dépeignant la société moderne comme règne de la violence instinctive.
Shinji Sōmai dépeint dans Typhoon Club (1985) les affres de la condition des jeunes Japonais désormais voués à la compétition sociale dès leur plus jeune âge et considérés par les producteurs japonais comme une masse se contentant de divertissements violents et/ou érotiques. Il n'y a plus d'alternative à la société capitaliste industrielle moderne. Les taux de suicide explosent.

### Les années 1990
Manque de communication, effritement des rapports humains et dissolution des identités sociales sont des thèmes récurrents de cette période.
Le Scintillement de Jōji Matsuoka (1992) évoque une famille qui essaie d'inventer de nouveaux modes de coexistence différents du foyer traditionnel.
Le personnage de Takeshi Kitano dans Sonatine (1993) illustre ce nouveau rapport au monde, problématique et sans repères ; même le gangster violent n'a plus sa place dans la société lorsqu'il est trop vieux. Là encore, la seule issue pour le personnage de Kitano est le suicide.
C'est aussi l'époque de l'émergence de réalisateurs étrangers vivants au Japon, comme De quel côté se trouve la lune de Yōichi Sai (1993) qui est un zainichi, c'est-à-dire un Coréen du Japon.
Alors que les scénarios de films d'horreur étaient jusqu'à présent refusés par les producteurs, à la fin des années 1990 des films d'horreur remportent un succès commercial comme Ring de Hideo Nakata (1997) et/ou un succès critique comme Cure (1997) de Kiyoshi Kurosawa, jusqu'à parfois faire l'objet de remake des studios américains. Si les films d'horreur occidentaux sont des références pour ces réalisateurs, ils développent néanmoins un traitement formel qui s'impose comme « histoires de fantômes japonais » ou J-Horror. Ces films caractérisés par une « horreur glacée » ne sont pas sans être irrigués par la description de l'effacement des liens sociaux remplacés par des prothèses électroniques. Dans cette optique, Shin'ya Tsukamoto peut être considéré comme le précurseur thématique, mais pas formel, de ce genre avec Tetsuo (1989), bien que Kurosawa indique que plusieurs de ses scénarios d'horreurs ont été refusés depuis les années 1980. Le cinéma japonais aborde à cette époque des thèmes qui sont en passe de devenir internationaux dans les années 2000, avec le développement et la démocratisation de ce qu'on appelle alors les NTIC pour Nouvelles Technologies de l'Information et de la Communication (images numériques, ordinateurs personnels, téléphones portables et Internet).

### Les années 2000
Hirokazu Kore-eda, Shinji Aoyama, Nobuhiro Suwa produisent des œuvres influencées par le professeur spécialiste de littérature et de philosophie française Shigehiko Hasumi, et continuent à dépeindre la famille japonaise comme lieu d'expression privilégié des bouleversements de la société dans son ensemble.
Kiyoshi Kurosawa, élève d'Hasumi comme Aoyama mais plus vieux peut également être inscrit dans ce mouvement malgré les quelques éléments fantastiques qui servent plutôt de prétextes. Éléments fantastiques abandonnés à la fin des années 2000 dans Tokyo Sonata (2008).
Ce mouvement est appelé Rikkyo nūberu bāgu ou Nouvelle vague Rikkyo du nom de l'université dans laquelle enseigne Hasumi, et pour la distinguer de la Shochiku nuberu bagu des années 1960.
Sono Sion se fait connaître avec Suicide Club en 2001, très proche à la fois formellement et thématiquement de ce que fait Kurosawa à la même époque. À partir de 2005 il réalise des œuvres plus originales portant un regard extrêmement critique sur la société japonaise actuelle. En 2012 dans The Land of Hope il aborde la question des conséquences d'une catastrophe nucléaire.
Naomi Kawase est distinguée aussi bien pour ses fictions que pour ses documentaires autobiographiques. Elle est primée dans les festivals les plus prestigieux, notamment le Grand prix au festival de Cannes 2007 pour La Forêt de Mogari.
Kore-eda, Kawase, Kitano et Kyoshi Kurosawa sont les principaux représentants du Japon dans les festivals internationaux depuis les années 1990 et sont surnommés les « 4K », d'après leurs patronymes,.
Après 30 ans d'exil au Proche-Orient et quelques années de prison, Masao Adachi revient à la réalisation en 2005 après avoir été sollicité par des cinéphiles.
Au tournant des années 2010, c'est Kōji Wakamatsu qui revient à la réalisation pour quatre films. Il meurt en 2012, renversé par un taxi juste après avoir annoncé sa volonté de réaliser un film sur l'entreprise Tepco et l'accident nucléaire de Fukushima. Leurs films des années 1960 et 1970 sortent pour la première fois en Occident.

## Genres

### Anime
Après quelques expérimentations au début du XXe siècle, le premier succès populaire du cinéma d'animation japonais (anime) est Astro, le petit robot, créé en 1963 par Osamu Tezuka et encouragé par le lobby nucléaire américain. Mais la reconnaissance internationale de l'anime ne vient que plus tard. Akira de Katsuhiro Ōtomo (1988) a un budget record pour l'animation japonaise et sort ensuite notamment aux États-Unis et en France. Les films du studio Ghibli et ses personnages font alors le tour du monde. Le Voyage de Chihiro d'Hayao Miyazaki reçoit le 1er prix du Festival du film de Berlin 2002 et remporte l'Oscar du meilleur film d'animation en 2003. Les films de Mamoru Oshii comme Ghost in the Shell sont aussi remarqués et le Festival de Cannes 2004 place Ghost in the Shell 2: Innocence en compétition officielle.
Les autres réalisateurs d'anime les plus reconnus sont Isao Takahata, Osamu Dezaki, Yoshiaki Kawajiri, Satoshi Kon, Mamoru Hosoda, Makoto Shinkai, Hiroyuki Okiura.

## Listes
- Liste de réalisateurs japonais
- Liste des plus gros succès du box-office au Japon

## Récompenses
- Hōchi Film Awards (1976-)
- Japan Academy Prize du film de l'année (1978-)
- Japan Academy Prize de la meilleure musique de film (1978-)
- Prix des nouveaux réalisateurs de la Directors Guild of Japan (1960-)

## Sources